# Bessey
Bessey är en kommun i departementet Loire i regionen Auvergne-Rhône-Alpes i centrala Frankrike. Kommunen ligger i kantonen Pélussin som tillhör arrondissementet Saint-Étienne. År 2022 hade Bessey 465 invånare.

## Befolkningsutveckling
Antalet invånare i kommunen Bessey
| Referens: INSEE |